# Bashkim Kadrii
Bashkim Kadrii, né le 9 juillet 1991 à Copenhague, est un footballeur international danois d'origine albanaise évoluant au poste de milieu offensif au FC Copenhague.

## Biographie

### En club
Il joue onze matchs rentrant dans le cadre de la phase de groupe de la Ligue Europa.
Le 5 décembre 2011, il se met en évidence avec l'OB Odense, en étant l'auteur d'un triplé dans le championnat du Danemark, sur la pelouse de SønderjyskE, permettant à son équipe de l'emporter sur le score de 0-4 à l'extérieur.
Le 18 mars 2018, il récidive avec le Randers FC, en inscrivant un nouveau triplé en championnat, lors de la réception de son ancien club d'Odense (victoire 4-1 à domicile).

### En équipe nationale
Avec l'équipe du Danemark espoirs, il participe au championnat d'Europe espoirs en 2011. Lors de cette compétition organisée dans son pays d'adoption, il joue trois matchs, inscrivant un but contre l'Islande. Avec un bilan d'une seule victoire et deux défaites, le Danemark est éliminé dès le premier tour.
Le 10 août 2011, il reçoit sa seule et unique sélection en équipe du Danemark, en amical contre l'Écosse. Il joue 14 minutes et son équipe s'incline 2-1.

## Palmarès
- Champion du Danemark en 2016 et 2017 avec le FC Copenhague